# Politécnico de Namibia
El Politécnico de Namibia (en inglés: Polytechnic of Namibia) localmente conocido como Poly o Polytechnic, es un instituto de educación terciaria en Windhoek, la capital de Namibia. Fue establecido por la Ley 33/1994, emitida por el parlamento de ese país africano.
El Politécnico se formó a partir de la Academia de Educación Superior, fundada en 1980, que fue la primera institución de educación superior en Namibia.